# 柳川啓一
柳川 啓一（やながわ けいいち、1926年（大正15年）1月26日 - 1990年（平成2年）4月3日）は、日本の宗教学者。東京大学名誉教授。正四位勲三等旭日中綬章。

## 来歴
兵庫県出身。1948年（昭和23年）、東京帝国大学宗教学科卒業。1952年（昭和27年）、東京大学大学院修了。
1973年（昭和48年）から1986年（昭和61年）まで東京大学文学部教授を務め、1987年（昭和62年）、定年退官後は、國學院大學文学部神道学科教授。1980年（昭和55年）から1982年（昭和57年）まで日本宗教学会会長を務めた。
東京大学では中沢新一、植島啓司、中原俊、島田裕巳、渡辺直樹、石井研士、四方田犬彦、鶴岡賀雄、林淳、竹沢尚一郎、島薗進、中牧弘允らを教えた。新宗教などの研究を行い、ゼミ生には宗教団体へ調査者であることを明かさずに参加して調査する手法（「もぐり込み調査」）を勧めた。島田裕巳は、故人となった現在では柳川は宗教学者としては必ずしも著名とは言えないが、中沢新一や島田の自己形成に大きく影響を与えたと発言している。
1973年（昭和48年）には宗教学者を動員し、日本で初めての本格的な「宗教学辞典」(東大出版会)を編纂する。1988年（昭和63年）、第2回東洋哲学学術賞を受賞。1990年（平成2年）、脳腫瘍のため死去。

## 著書
- 『宗教理論と宗教史 聖と俗の交わる世界』（旺文社（テレビ大学講座）1982年）
- 『祭と儀礼の宗教学』（筑摩書房、1987年）
- 『宗教学とは何か』（法藏館、1989年）
- 『現代日本人の宗教』（法藏館、1991年）

### 編著
- 『宗教学辞典』（東京大学出版会、1973年）
- 『現代社会と宗教』（東洋哲学研究所、1978年）
- 『宗教と社会変動』（安斎伸共編、東京大学出版会、1979年）
- 『宗教学のすすめ』（上田閑照共編、筑摩書房、1985年）
- 『宗教理論と宗教史』（阿部美哉共編、放送大学教育振興会、1985年）
- 『セミナー宗教学講義』 （法藏館、1988年）
- 『現代宗教学』全4巻 （脇本平也共編、東京大学出版会、1992年）